# Drayton (Lincolnshire)
Drayton – przysiółek w Anglii, w Lincolnshire. Leży 10 km od miasta Boston, 41,9 km od Lincoln i 158,4 km od Londynu. Drayton jest wspomniana w Domesday Book (1086) jako Draitone.